# Manfred Prior
Manfred Prior (* 1954) ist ein deutscher Psychologe, Therapeut und Autor.

## Werdegang
Manfred Prior leitet seit 1999 mit Ulrich Freund die Milton-Erickson-Regionalstelle Frankfurt, ist Ausbilder der Milton Erickson Gesellschaft für Klinische Hypnose und Mitbegründer sowie Ausbilder der Deutschen Gesellschaft für Zahnärztliche Hypnose (DGZH). Er arbeitet in eigener Praxis als Therapeut, Berater, Coach und Supervisor.
Prior beschreibt in seinen Veröffentlichungen zur Kurzzeittherapie mit seinen sogenannten MiniMax-Interventionen Gesprächsstrategien, die beim Suchen nach Lösungen mit minimalem Aufwand maximale Wirkung erzielen sollen.

## Schriften
- Beratung und Therapie optimal vorbereiten. Informationen und Interventionen vor dem ersten Gespräch. Carl-Auer Verlag, 5. Auflage, Heidelberg 2012. ISBN 978-3-89670-530-3
- MiniMax-Interventionen. 15 minimale Interventionen mit maximaler Wirkung. Mit Zeichnungen und Kommentaren von Dieter Tangen. Carl-Auer Verlag, 10. Auflage, Heidelberg 2012. ISBN 978-3-89670-866-3 (spanisch: Minimáximas. 15 intervenciones mínimas de efecto máximo para la terapia y el asesoramiento. Herdereditorial 2011. ISBN 978-84-254-2745-9)
- MiniMax für Lehrer. 16 Kommunikationsstrategien mit maximaler Wirkung. Beltz Verlag, 2. Auflage, Weinheim 2010. ISBN 978-3-407-85851-1
- Maßregelvollzug in Hamburg. Verurteilungen zur Unterbringung nach § 63 StGB, Entlassungen, Unterbringungsdauer und Rückfälligkeit zwischen dem 1. 1. 1980 und 1. 1. 1990. Kovač, Hamburg 1999 (Zugl.: Hamburg, Univ., Diss., 1999). ISBN 3-86064-926-4